# Giovanni Burocchi
Giovanni Burocchi (Penna San Giovanni, 16 aprile 1881 – Fiume, 3 ottobre 1919) è stato un militare italiano, insignito di medaglia d'oro al valor militare alla memoria.